# Polubicze Wiejskie Drugie
Polubicze Wiejskie Drugie – wieś w Polsce położona w województwie lubelskim, w powiecie bialskim, w gminie Wisznice.
| SIMC    | Nazwa    | Rodzaj    |
| ------- | -------- | --------- |
| 0021870 | Bychanie | część wsi |

Wieś powstała w wyniku podziału Polubicz Wiejskich w 2009. 
W latach 1975–1998 ta miejscowość administracyjnie należała do województwa bialskopodlaskiego.
Wieś jest sołectwem w gminie Wisznice. W 2021 liczyła 280 mieszkańców.
Wierni Kościoła rzymskokatolickiego należą do parafii św. Jana Ewangelisty w Polubiczach Wiejskich.